# 酒類販売業免許
酒類販売業免許（しゅるいはんばいぎょうめんきょ）とは、酒税法に規定される酒類の販売を行うための免許。卸免許と小売業販売免許がある。酒販免許ともいう。

## 種類

### 卸免許
酒類販売業者や酒類製造者に販売する免許。大きく分けて次の様な体系となる。
- 全酒類卸売業免許
  - 全酒類を扱うことができる。
- ビール卸売業免許
  - ビールのみを販売することができる。
- 洋酒卸売業免許
  - 果実酒類、ウィスキー類、スピリッツ、リキュール類、雑酒等を販売することができる。
- 輸出入酒類卸売業免許
  - 輸出される酒類と輸入される酒類を扱うことができる。
- 特殊酒類卸売業免許
  - 酒類事業者の特別の必要に応ずるためのもので、酒類製造者の本支店、出張所に対する免許、酒類製造者の企業合同に伴う免許、酒類製造者の共同販売機関に対する免許、期限付酒類卸売業免許。

### 小売業免許
酒類を小売店等で販売するために必要な免許。大きく分けて次の様な体系となる。

#### 現行
- 一般酒類小売業免許
  - 原則として、全ての品目の酒類を小売（通信販売を除く。）することが出来る酒類小売業免許をいう。
- 通信販売酒類小売業免許
  - 2都道府県以上の広範な地域の消費者等を対象として、通信販売によって酒類を小売することができる。ただし「課税移出数量」が3000キロリットル以上で、日本国内の酒造メーカーが製造・販売する酒は、通信販売酒類小売業免許では扱えない。販売出来る品目は、日本産の酒は地酒等小さな製造場で製造されたもの、または輸入酒に限られる。
- 特殊酒類小売業免許
  - 特殊酒類小売業免許とは、酒類の消費者等の特別の必要に応ずるため、酒類を小売することが認められる酒類小売業免許をいう。

#### 廃止
- 大型店舗酒類小売業免許
- みりん小売業免許
- 船舶内酒類小売業免許
- 駅構内等酒類小売業免許
- 競技場等酒類小売業免許
- 船用品等酒類小売業免許
- 観光地等酒類小売業免許

## 問題点
「一般酒類小売業免許」や「通信販売酒類小売業免許」が設定されたのは、1989年（平成元年）6月1日であり、それ以前の酒類免許では、区分が無く「課税移出数量」が3,000キロリットル以上の日本で主要な酒造メーカーが製造・販売するビール製品（麒麟麦酒・アサヒビール・サッポロビール・サントリー）でも、電子商取引での通信販売の際にも、品目・地域制限がかからない「無制限」な酒類免許である。
Amazon.co.jpやセブンネットショッピングやイオンやアスクルなど、大手ECサイト事業者の中には、この「法の盲点」を突いて、昭和時代に発行された「酒類小売免許」を持つ法人名義の酒屋を買収し名義変更することや、自社店舗で保有している酒販免許の場所を移転することで、合法で旧制度の「ゾンビ酒類免許」を確保し、大手の小売店も含めて、インターネットでの通信販売を行っている。一方で新規事業者が酒販免許を新規申請すると、事業範囲に制限が掛かり、旧来の酒販免許を取得する「抜け道」が利用できない事業者にとっては、公正な販売競争環境ではない状況が続いている。
また酒類のインターネット販売には、実店舗を営業していることが要件となっていることから、要件を満たすためにネットスーパー専用の倉庫など物流拠点に小型の「実店舗」を開設している。これは医薬品のインターネット販売も同様である。